# Transbud Wrocław
Transbud Wrocław, Przedsiębiorstwo Transportowo-Sprzętowe sp. z o.o. – przedsiębiorstwo we Wrocławiu założone w 1951 roku jako Wrocławskie Przedsiębiorstwo Transportu Budownictwa, którego działalność ukierunkowana była na transport dla branży budowlanej. Zakład działał w ramach Zjednoczenia Przedsiębiorstw Transportowo-Sprzętowych Budownictwa „Transbud”. Zlokalizowany został na Tarnogaju przy ulicy Pięknej, natomiast współczesny adres tej nieruchomości to Aleja Armii Krajowej 53 .
Po przemianach ustrojowych i przekształceniach powstała firma pod nazwą Wrocławskie Przedsiębiorstwo Transportu Budownictwa sp. z o.o., która działa w zakresie usług transportowych (krajowych i międzynarodowych), serwisu samochodów ciężarowych, dystrybucji i handlu między innymi paliwami, olejami i artykułami motoryzacyjnymi , a także najmu powierzchni biurowych i innych oraz prowadzenia parkingu .

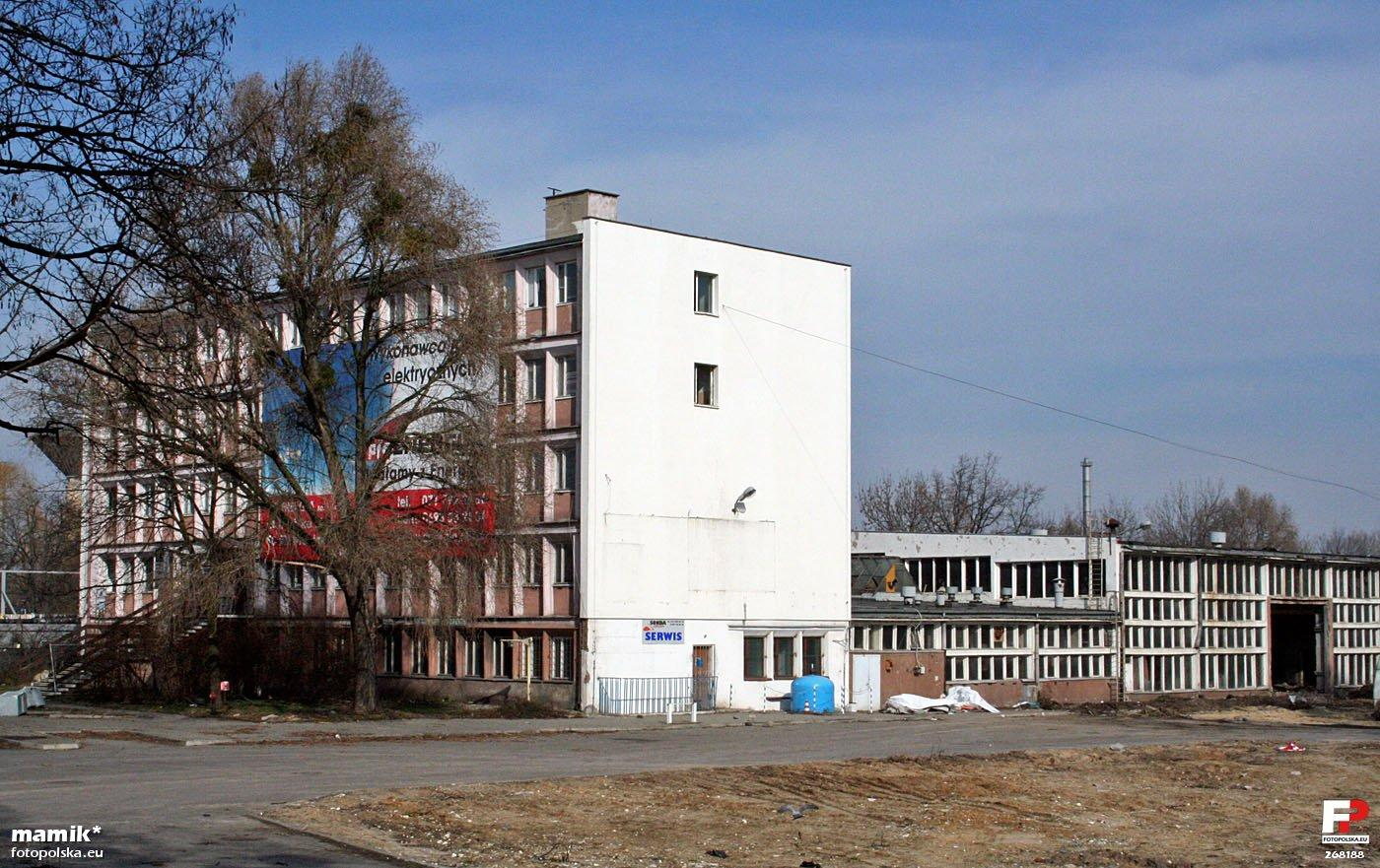
Baza przy Alei Pracy.

Istniała również baza Transbudu przy ulicy Grabiszyńskiej/Alei Pracy.